# Liste von Museen in Österreich
In dieser Liste werden, sortiert nach Gemeinden, die Museen in Österreich aufgelistet bzw. es wird auf eine entsprechende Unterlieste verwiesen.

## A
- Abfaltersbach → Liste der Museen im Bezirk Lienz
- Absam → Liste der Museen im Bezirk Innsbruck-Land
- Absdorf
  - Oskar Mann-Heimatmuseum
- Aggsbach
  - Venusium Willendorf
- Alkoven
  - Lern- und Gedenkort Schloss Hartheim
- Allentsteig
  - Waldviertler Aussiedlermuseum
  - Eulenmuseum
- Altaussee
  - Literaturmuseum Altaussee
- Altmünster am Traunsee
  - Radmuseum
- Anras → Liste der Museen im Bezirk Lienz
- Artstetten-Pöbring
  - Erzherzog Franz Ferdinand-Museum im Schloss Artstetten
- Aschach an der Donau
  - Schopper- und Fischermuseum
- Aspach
  - Kunstmuseum Daringer
- Asparn an der Zaya
  - Urgeschichtemuseum des Landes Niederösterreich
- Assling → Liste der Museen im Bezirk Lienz
- Außervillgraten → Liste der Museen im Bezirk Lienz

## B
- Bad Aussee
  - Ausseer Kammerhofmuseum
- Bad Bleiberg
  - Montanmuseum und Schaubergwerke Terra Mystica und Terra Montana
- Bad Deutsch-Altenburg
  - Museum Carnuntinum
- Baden bei Wien
  - Arnulf-Rainer-Museum im historischen Badener Frauenbad
  - Beethovenhaus
  - Kaiser-Franz-Joseph-Museum
  - Puppen- und Spielzeugmuseum
  - Rollettmuseum
- Bad Gastein
  - Montanmuseum Altböckstein
- Bad Goisern, Lauffen
  - Freilichtmuseum Anzenaumühle
- Bad Großpertholz
  - Naturwissenschaftliches Informationszentrum des Naturparks Nordwald-Großpertholz
- Bad Ischl
  - Kaiservilla Bad Ischl
  - Lehár-Villa
  - Photomuseum im Marmorschlössl
  - Museum der Stadt
- Bad Leonfelden
  - Heimathaus in der ehemaligen Spitalskirche
  - Schulmuseum im historischen Domus Disciplinae
- Baldramsdorf
  - 1. Kärntner Handwerksmuseum im Schloss zu Unterhaus
- Bartholomäberg
  - Frühmesshaus Bartholomäberg
- Bärnbach
  - Glasmuseum Bärnbach
- Bergern im Dunkelsteinerwald
  - Wallfahrtsmuseum Maria Langegg
- Berwang → Liste der Museen im Bezirk Reutte
- Bichlbach → Liste der Museen im Bezirk Reutte
- Bildein
  - Burgenländisches Geschichte(n)haus
- Birgitz → Liste der Museen im Bezirk Innsbruck-Land
- Brand
  - Automobilsammlung – Oldtimersammlung
- Bregenz
  - Kunsthaus Bregenz
  - vorarlberg museum
- Breitenbrunn am Neusiedler See
  - Turmmuseum
- Bruck an der Leitha
  - Feuerwehrmuseum
  - Stadtmuseum Ungarturm

## D
- Deutschfeistritz
  - Sensenwerk
- Deutsch Jahrndorf
  - Dorfmuseum
- Deutsch-Wagram
  - Napoleon- und Heimatmuseum im Erzherzog Carl-Haus (Schlacht bei Wagram 1809)
  - Eisenbahnmuseum im ehemaligen Arbeiterwarteraum am Bahnhof
- Dobersberg
  - Feuerwehrmuseum Dobersberg
  - Informationszentrum des Thayatal Naturparks Dobersberg und Museum für Naturkunde und Ortsgeschichte
- Dölsach → Liste der Museen im Bezirk Lienz
- Dornbirn
  - inatura
  - Krippenmuseum (Dornbirn)
  - Rolls-Royce-Museum
- Drasenhofen
  - Traktorium – Traktormuseum

## E
- Ebensee
  - Zeitgeschichte Museum Ebensee
  - museum.ebensee
  - Naturmuseum Salzkammergut
- Eckartsau
  - Schloss Eckartsau
- Eferding
  - Stadtmuseum Eferding (Fürstlich Starhembergsches Familien- und Stadtmuseum) im Schloss Starhemberg
- Ehrwald → Liste der Museen im Bezirk Reutte
- Eibenstein
  - Geologisches Freilichtmuseum
  - Informationszentrum des Naturparks Blockheide-Gmünd
  - Naturpark Blockheide Eibenstein-Gmünd Granitbearbeitungslehrpfad
- Eisenstadt
  - Burgenländisches Feuerwehrmuseum
  - Diözesanmuseum
  - Esterházy Ahnengalerie
  - Esterházy Schatzkammer
  - Haydn-Museum
  - Burgenländisches Landesmuseum
  - Österreichisches Jüdisches Museum
  - Weinmuseum Schloss Esterházy
- Eisgarn
  - Museumsstube und Agrarmuseum Eisgarn
- Elbigenalp → Liste der Museen im Bezirk Reutte
- Engelhartstetten
  - Schloss Hof
  - Schloss Niederweiden
- Erlauf
  - Friedensmuseum Erlauf erinnert

## F
- Falkenstein
  - Burgruine Falkenstein
  - Kellereimuseum Falkenstein mit Weinlehrpfad
- Feldbach (Steiermark)
  - Leonhardskirche (Feldbach) mit Museum im Tabor
- Feldkirch
  - Schützenscheibenmuseum
- Fels am Wagram
  - Heimatmuseum
- Ferlach
  - Büchsenmacher- und Jagdmuseum im Schloss Ferlach
  - Carnica-Bienenmuseum in Kirschentheuer

- Fischamend
  - Heimatmuseum Fischaturm
- Forchtenstein

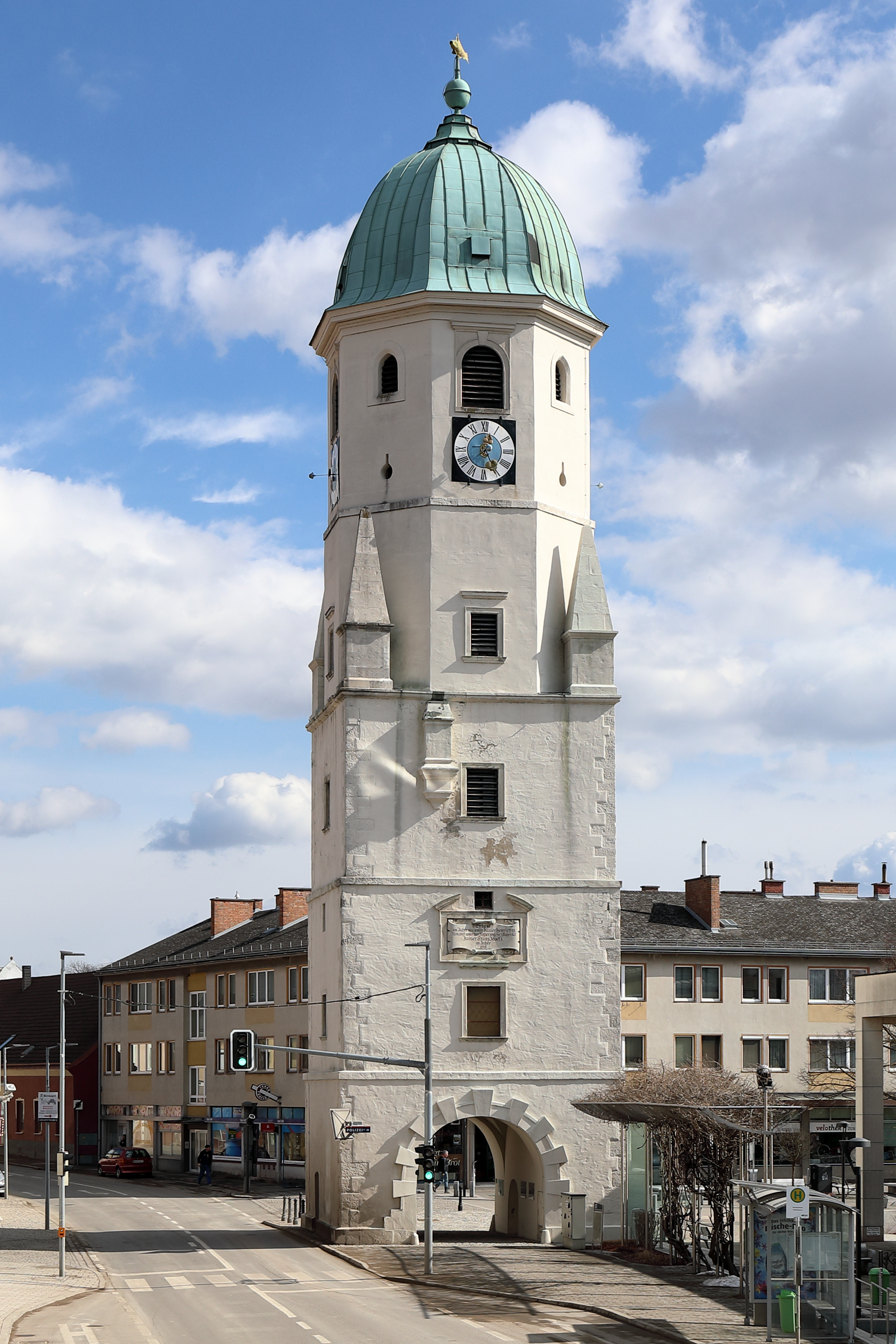
Fischamender Heimatmuseum im Stadtturm

  - Museum und fürstliche Sammlung Esterházy in der Burg Forchtenstein
- Fratres
  - Museum Humanum
- Freistadt
  - Mühlviertler Schlossmuseum
- Fließ
  - Fließer Mvsevum für Bronzezeitfunde (Ältester Helm Europas)
- Frastanz
  - Vorarlberger Elektromuseum
  - Vorarlberger Landesfeuerwehrmuseum
  - Rettungsmuseum,
  - Foto- und Filmmuseum,
  - Museumskino,
  - Tabakmuseum
  - Jagd-Museum der Vorarlberger Jägerschaft,
  - Grammophon- und Phonographenausstellung,
- Frauenkirchen
  - Schatzkammer im Franziskanerkloster
- Fugnitz
  - Privatmuseum Silberbauer
- Fulpmes → Liste der Museen im Bezirk Innsbruck-Land
- Fürstenfeld
  - Museum Pfeilburg – Museum für Ur- und Früh- und Zeitgeschichte, Stadtmuseum und Tabakmuseum

## G
- Geras
  - Sammlungen des Prämonstratenser-Chorherrenstiftes Geras
- Gerersdorf-Sulz
  - Freilichtmuseum Ensemble Gerersdorf
- Globasnitz
  - Pilgermuseum
- Gloggnitz
  - Dr. Karl Renner Museum für Zeitgeschichte
- Gmünd in Kärnten
  - Automuseum des ehemaligen Porsche-Werks Gmünd
- Gmünd
  - Ausstellungszentrum Palmenhaus Gmünd
  - Märchenhain Malerwinkel Gmünd
  - Stadt-, Glas- und Steinmuseum Gmünd mit Huf- und Wagenschmiede
- Gmunden
  - Kammerhofmuseum (Stadtmuseum Gmunden und Brahmsmuseum)
  - Klo & So Sanitärmuseum
  - Meissener-Porzellan-Museum in der Galerie Schloss Weyer
  - Puppen- und Spielzeugmuseum
- Gols
  - Zuckerkunstausstellung
- Gramatneusiedl
  - Museum Marienthal
- Gramais → Liste der Museen im Bezirk Reutte
- Graz
  - Universalmuseum Joanneum (UMJ)
  - Joanneumsviertel (Neue Galerie Graz, Naturkundemuseum, CoSA – Center of Science Activities) (UMJ)
  - Kunsthaus Graz (UMJ)
  - Landeszeughaus (UMJ)
  - Schloss Eggenberg: Prunkräume, Alte Galerie, Archäologiemuseum, Münzkabinett (UMJ)
  - Künstlerhaus Graz
  - Volkskundemuseum  (UMJ)
  - Museum für Geschichte (UMJ)
  - Österreichischer Skulpturenpark (UMJ)
  - Tramwaymuseum
  - Diözesanmuseum
  - Stadtmuseum
  - Kriminalmuseum
  - Literaturhaus
  - Kindermuseum Frida&Fred
  - Luftfahrtmuseum (Flughafen Graz-Thalerhof)
  - Hanns Schell Collection (Schloss- und Schlüsselmuseum)
- Greifenburg
  - Bergbauernmuseum Gnoppnitz
- Groß-Enzersdorf
  - Heimatmuseum
- Gröbming
  - Heimatmuseum Gröbming
- Großkrut
  - Erdstallmuseum Althöflein
- Groß Sankt Florian
  - Steirisches Feuerwehrmuseum
- Groß-Siegharts
  - Lebendes Textilmuseum
- Grünburg
  - Freilichtmuseum Schmiedleithen
- Gschnitz → Liste der Museen im Bezirk Innsbruck-Land
- Guntramsdorf
  - Museum Walzengravieranstalt Guntramsdorf
- Gutau
  - Färbermuseum Gutau
- Güssing
  - Auswanderermuseum
  - Burgmuseum Burg Güssing

## H
- Hadres
  - Historische Fotosammlung und Lois Schiferl-Sammlung
- Hainburg an der Donau
  - Kulturfabrik Hainburg
  - Stadtmuseum Wienertor
- Hainfeld an der Gölsen
  - Hainfeld Museum
  - Museum historischer Bierkrüge
- Hall in Tirol → Liste der Museen im Bezirk Innsbruck-Land
- Hallstatt
  - Museum Hallstatt
- Hardegg
  - Heimatmuseum der Stadt Hardegg, Maximilian von Mexiko-Museum und Waffensammlung
- Heidenreichstein
  - Burgmuseum Heidenreichstein
  - Webermuseum
- Heinfels → Liste der Museen im Bezirk Lienz
- Herrnbaumgarten
  - Greisslermuseum
  - Küchenmuseum
  - Nonseum
- Hirschbach im Mühlkreis
  - Bauernmöbelmuseum
- Höfen → Liste der Museen im Bezirk Reutte
- Hohenems
  - Jüdisches Museum Hohenems
- Holzgau → Liste der Museen im Bezirk Reutte
- Horn
  - Höbarthmuseum
  - Madermuseum
- Hüttenberg
  - Heinrich-Harrer-Museum (mit Pilgerpfad Lingkor)
  - Puppenmuseum Helga Riedel in Knappenberg
  - Schaubergwerk und Grubenbahnmuseum Knappenberg
  - Freilichtmuseum Heft
  - Schmiede- und Schlossereimuseum Lölling

## I
- Imst
  - Museum im Ballhaus
  - Haus der Fasnacht
  - Knappenwelt Gurgltal
- Innervillgraten → Liste der Museen im Bezirk Lienz
- Innsbruck → Liste der Museen in Innsbruck

## J
- Jedenspeigen
  - Dokumentation Schlacht bei Dürnkrut und Jedenspeigen 1278 im Schloss Jedenspeigen
- Jetzelsdorf
  - Weinviertler Naturmuseum
- Jochberg → Liste der Museen im Bezirk Kitzbühel
- Jois
  - Museum Jois – Von der Steinzeit zur Weinzeit
- Judenburg
  - Puch Museum
  - Stadtmuseum Judenburg

## K
- Kaisersteinbruch
  - Steinmetzmuseum Kaisersteinbruch
- Kals am Großglockner → Liste der Museen im Bezirk Lienz
- Kapfenberg
  - Stadtmuseum Kapfenberg
  - Burg Oberkapfenberg (historische Waffen und Folterinstrumente)
- Karlstift
  - Holzhacker- und Holztriftmuseum mit Holzlehrschau
- Kirchberg am Wagram
  - Museum Altes Rathaus, der Alchemist von Oberstockstadt
- Kirchberg in Tirol → Liste der Museen im Bezirk Kitzbühel
- Kirchdorf in Tirol → Liste der Museen im Bezirk Kitzbühel
- Kittsee
  - Ethnographisches Museum Schloss Kittsee
- Kitzbühel → Liste der Museen im Bezirk Kitzbühel
- Klagenfurt am Wörthersee
  - Landesmuseum Kärnten
  - Bergbaumuseum Klagenfurt
  - Kärntner Feuerwehrmuseum Einst und jetzt
- Klosterneuburg
  - [Stadtmuseum Klosterneuburg]
  - [Universalmuseum Kierling]
- Kobenz
  - Museum der Landtechnik
- Kohfidisch
  - Steinmuseum Csaterberg
- Kötschach-Mauthen
  - Museum 1915–1918, Freilichtmuseum am Plöckenpass
- Kollmitzdörfl
  - Dokumentation über Leben und Werk des Topographen Georg Matthäus Vischer (1628 – 1696) in der Burgruine Kollmitz
- Kramsach
  - Museum Tiroler Bauernhöfe
  - Museumsfriedhof
- Krems an der Donau
  - Gozzoburg
  - Karikaturmuseum Krems
  - Kunsthalle Krems
  - Motorradmuseum Krems-Egelsee
  - Weinstadtmuseum
- Krieglach
  - Peter Rosegger-Museum (Universalmuseum Joanneum)
- Küb
  - Historisches Postamt Küb
- Kufstein
  - Festungs- und Heimatmuseum
  - Nähmaschinenmuseum
  - Tiroler Glashütte

## L
- Laa an der Thaya
  - Biermuseum in der Burg Laa an der Thaya
  - Kutschenmuseum Laa an der Thaya
  - Südmährermuseum
- Laakirchen
  - Österreichisches Papiermacher-Museum
- Lackenbach
  - Naturmuseum Schloss Lackenbach
  - Papiermacher-Museum
- Landeck
  - Museum und Galerie Schloss Landeck
- Lavant → Liste der Museen im Bezirk Lienz
- Lech
  - Museum Huber-Hus
- Leiben
  - Landtechnikmuseum im Schloss Leiben
- Leoben
  - Kunsthalle
- Leonding
  - Stadtmuseum im Turm 9
- Leopoldschlag
  - Hafnerhaus
  - Zollwacheschutzhütte
- Lermoos → Liste der Museen im Bezirk Reutte
- Leutasch → Liste der Museen im Bezirk Innsbruck-Land
- Lienz → Liste der Museen im Bezirk Lienz
- Lilienfeld
  - Zdarsky-Ski-Museum
- Linz
  - Lentos
  - Oberösterreichisches Landesmuseum
  - Landesgalerie Linz
  - Schlossmuseum
  - Biologiezentrum
  - Nordico – Museum der Stadt Linz
  - Linzer Museum für Geschichte der Zahnheilkunde in OÖ
  - O.K Centrum für Gegenwartskunst
- Lockenhaus
  - Burg Lockenhaus
- Lohnsburg
  - Polizei und Militärmuseum Weissenböck
- Loosdorf
  - Schlossmuseum Loosdorf
- Lustenau
  - Radiomuseum

## M
- Mannersdorf am Leithagebirge
  - Baxa-Kalkofen mit Kalkofen- und Steinabbaumuseum
  - Edmund-Adler-Galerie
  - Stadtmuseum im Schüttkasten
- Marchegg
  - Jagd- und Afrikamuseum
- Maria Gugging
  - Art/Brut Center
- Maria Saal
  - Freilichtmuseum Maria Saal
- Maria Taferl
  - Mechanische Krippe & Alpenpanorama
- Matrei in Osttirol → Liste der Museen im Bezirk Lienz
- Mauterndorf
  - Lungauer Landschaftsmuseum Burg Mauterndorf
- Mauthausen
  - Apothekenmuseum Mauthausen, Heimat- & Trophäenmuseum, Schloss Pragstein
- Micheldorf in Oberösterreich
  - OÖ. Sensenschmiedemuseum
- Michelhausen
  - Heimatmuseum
  - Leopold Figl Museum
- Molln
  - Wilderer Museum
- Moorbad Harbach
  - Märchenhaus Harbach-Nebelstein
- Mistelbach
  - MZM Museumszentrum Mistelbach, Hermann Nitsch Museum
- Mönchhof
  - Dorfmuseum Mönchhof
- Mühldorf
  - Bäckereimuseum
- Mürzzuschlag
  - Brahms-Museum
  - Ski-Museum
  - Südbahn Museum
- Mutters → Liste der Museen im Bezirk Innsbruck-Land

## N
- Neuberg an der Mürz
  - Naturmuseum Sammlung Schliefsteiner
  - Heimatmuseum
- Neuhaus
  - Museum Liaunig
- Neumarkt am Wallersee
  - Museum in der Fronfeste
- Neunkirchen
  - Heimatmuseum Neunkirchen
- Neustift im Stubaital → Liste der Museen im Bezirk Innsbruck-Land
- Neutal
  - MUBA Museum der Baukultur
- Niedersulz
  - Museumsdorf Niedersulz
- Nußdorf ob der Traisen
  - Urzeitmuseum

## O
- Oberhofen im Inntal → Liste der Museen im Bezirk Innsbruck-Land
- Oberlienz → Liste der Museen im Bezirk Lienz
- Oberndorf in Tirol → Liste der Museen im Bezirk Kitzbühel
- Oberperfuss → Liste der Museen im Bezirk Innsbruck-Land
- Obertilliach → Liste der Museen im Bezirk Lienz
- Oberwaltersdorf
  - Heimatmuseum in der ehemaligen Bettfedernfabrik
- Orth an der Donau
  - museumORTH im schlossOrth

## P
- Paudorf
  - Kienzl-Museum
- Petronell-Carnuntum
  - Freilichtmuseum Petronell
- Pöchlarn
  - Kokoschka-Dokumentationszentrum
- Pinkafeld
  - Stadtmuseum Pinkafeld mit Feuerwehrmuseum
- Prägraten am Großvenediger → Liste der Museen im Bezirk Lienz
- Pram
  - Mühlenmuseum Furthmühle
  - Schlossmuseum Feldegg
- Predlitz-Turrach
  - Montanmuseum Holz und Eisen
- Prellenkirchen
  - Weinbaumuseum
  - Windinfozentrum Prellenkirchen

## R
- Radenthein
  - Granatium
  - Sagamundo – Haus des Erzählens, Sagenmuseum in Döbriach
- Radstadt
  - Heimatmuseum
- Raiding
  - Liszt-Haus
- Rainbach im Mühlkreis
  - Pferdeeisenbahnmuseum Kerschbaum
  - Wäschepflegemuseum
- Rechberg
  - Freilichtmuseum Großdöllnerhof
- Reutte → Liste der Museen im Bezirk Reutte
- Ried im Innkreis
  - Volkskundehaus, u. a. mit Schwanthalermusuem
- Riegersburg (Steiermark)
  - Hexenmuseum im Keller der Burg Riegersburg
- Rohrau (Niederösterreich)
  - Graf Harrach’sche Familiensammlung Schloss Rohrau
  - Haydn-Geburtshaus
- Rosenau am Sonntagberg
  - Militärmuseum Rosenau
- Ruprechtshofen
  - Benedict Randhartinger Museum
- Rust (Burgenland)
  - Stadtmuseum im Kremayrhaus

## S
- Salzburg
  - Salzburg Museum in der  Neuen Residenz mit den dazugehörigen Museen:
    - Volkskundemuseum Salzburg,
    - Festungsmuseum Salzburg,
    - Domgrabungsmuseum Salzburg,
    - Salzburger Spielzeugmuseum
    - Historische Musikinstrumente

  - Haus der Natur Salzburg
  - Dommuseum Salzburg
  - Museum der Moderne Salzburg mit seinen beiden Standorten am Mönchsberg und im Rupertinum
  - Residenzgalerie
  - Salzburger Freilichtmuseum (in Großgmain bei Salzburg)
  - Salzburger Wehrgeschichtliches Museum
- Sandl
  - Hinterglasmuseum
- St. Florian
  - Oberösterreichisches Feuerwehrmuseum St. Florian (in der ehemaligen Stiftsmeierei Sankt Florian)
- St. Jakob in Defereggen → Liste der Museen im Bezirk Lienz
- St. Johann in Tirol → Liste der Museen im Bezirk Kitzbühel
- Sankt Michael im Burgenland
  - Landtechnikmuseum Burgenland
- St. Pölten
  - Museum Niederösterreich
- Saxen
  - Strindbergmuseum
- Schärding
  - Stadtmuseum im Schlosstor
- Scharnitz → Liste der Museen im Bezirk Innsbruck-Land
- Schönbühel-Aggsbach
  - Burgruine Aggsbach
  - Kartäusermuseum Kartause Aggsbach
  - Mineralienzentrum & Hammerschmiede Aggsbach Dorf
- Schrems
  - Unterwasserreich
- Schwanenstadt
  - Heimathaus
- Schwaz
  - Museum der Völker
- Schwechat
  - Eisenbahnmuseum Schwechat
  - Neues Museum Felmayergarten
- Sigmundsherberg
  - Eisenbahnmuseum Sigmundsherberg
- Sillian → Liste der Museen im Bezirk Lienz
- Spital am Pyhrn
  - Österreichisches Felsbildermuseum
- Spittal an der Drau
  - Museum für Volkskultur im  Renaissance-Schloss Porcia
- Spitz
  - Schifffahrtsmuseum
- Stadl-Paura
  - Schiffleutmuseum
- Stadtschlaining
  - Europäisches Museum für Frieden Burg Schlaining
- Stainach-Pürgg
  - Schloss Trautenfels (UMJ)
- Stainz
  - Jagdmuseum (UMJ)
  - Landwirtschaftsmuseum (UMJ)
- Steinach am Brenner → Liste der Museen im Bezirk Innsbruck-Land
- Stetten
  - Fossilienwelt Weinviertel
- Steyr
  - Museum Industrielle Arbeitswelt
  - Erstes Österreichisches Weihnachtsmuseum
  - Stadtmuseum Steyr
- Stockerau
  - Siegfried Marcus-Automobilmuseum
- Strasshof an der Nordbahn
  - Eisenbahnmuseum Strasshof
- Stübing bei Graz
  - Österreichisches Freilichtmuseum
  - Schloss Stübing

## T
- Tannheim → Liste der Museen im Bezirk Reutte
- Telfs → Liste der Museen im Bezirk Innsbruck-Land
- Ternitz
  - Robert-Hammerstiel-Museum
  - Stahlstadtmuseum
  - 1. Raglitzer Dorfmuseum
- Traunkirchen
  - Handarbeitsmusem
- Thaur → Liste der Museen im Bezirk Innsbruck-Land
- Thurn → Liste der Museen im Bezirk Lienz
- Traismauer
  - Stadt- und Heimatmuseum Traismauer
- Tulln
  - Egon-Schiele-Museum
  - Römermuseum Tulln
  - Stadtmuseum
  - Österreichisches Zuckermuseum
- Türnitz
  - Feld- und Industriebahnmuseum Freiland

## U
- Umhausen
  - Ötzi-Dorf (Ötzi und seine Zeit. Archäologischer Freizeitpark)

## V
- Vils → Liste der Museen im Bezirk Reutte
- Volders → Liste der Museen im Bezirk Innsbruck-Land
- Völs → Liste der Museen im Bezirk Innsbruck-Land

## W
- Wagna
  - Flavia Slova (UMJ)
- Wallsee-Sindelburg
  - Römermuseum Wallsee-Sindelburg
- Wattens → Liste der Museen im Bezirk Innsbruck-Land
- Weikertschlag an der Thaya
  - Ortsmuseum
- Weißenbach am Lech → Liste der Museen im Bezirk Reutte
- Weissenbach an der Triesting
  - Triestingtaler Heimatmuseum Weissenbach
- Weißenkirchen in der Wachau
  - Wachaumuseum im Teisenhoferhof
- Wels
  - Burg Wels
  - Dragonermuseum
  - Welios
- Wien → Liste der Museen in Wien
- Wiener Neustadt
  - Flugmuseum Aviaticum
- Wildalpen
  - Museum HochQuellenWasser
- Wildermieming → Liste der Museen im Bezirk Innsbruck-Land
- Wilhelmsburg
  - Geschirrmuseum
- Winden am See
  - Freilichtmuseum Wander Bertoni
- Windhaag bei Freistadt
  - Freilichtmuseum Venetianersäge Felbermühle
  - Hofwieshammer
  - Freilichtmuseum Zimmermannshaus Lackinger
  - Freilichtmuseum Handwerkerhaus Stegwagner
  - Waldmuseum

## Y
- Ybbs an der Donau
  - Fahrradmuseum

## Z
- Zell am See
  - Heimatmuseum im Vogtturm
- Zirl → Liste der Museen im Bezirk Innsbruck-Land
- Zwettl
  - Österreichisches Freimaurermuseum im Schloss Rosenau